# Rijeka Crnojevića (rijeka)
Rijeka Crnojevića (ćirilićno: Ријека Црнојевића) rijeka je u Crnoj Gori. Naziv je dobila po vladarima iz crnogorske dinastije Crnojevića.
Izvire pod Obodom, iz Obodske pećine, kao vrlo snažno vrelo, a zatim teće na istok, ali po kratkom toku od 3,5 km skrene na sjever, u velikom polukrugu prijeđe u jugoistočan pravac toka i tako se ulije u Skadarsko jezero. Rijeka je bogata otocima, od kojih je najznatnije Odrinjska gora. 
Dužina toka je 13 km, a površina slijeva je neodređena, oko 70 km². Nema važnije pritoke. 

## Vanjske poveznice
|  | Zajednički poslužitelj ima još gradiva o temi Rijeka Crnojevića (rijeka) |